# Mammea immansueta
Mammea immansueta är en tvåhjärtbladig växtart som beskrevs av W.G. D'arcy. Mammea immansueta ingår i släktet Mammea och familjen Calophyllaceae. Inga underarter finns listade i Catalogue of Life.